# O Herre hwad en mächtig hoop
O Herre hwad en mächtig hoop (i originalet versaliserat O HErre hwad en mächtig hoop) är en tysk psalm av Cornelius Becker (Ach wie grosz ist der Feinde Rot). 
Psalmen är en parafras av Kung Davids 3:e psaltarpsalm och är "en tröst emot GUDs Församlings fiendar och förfölgare". Det är oklart vem som översatt psalmen till svenska. Den ingår som nr 24 i Den svenska psalmboken 1695. Troligen har Jesper Svedberg arbetat med den. Psalmen har 5 verser.
Melodin som anges i 1697 års koralbok används även till nr 23 Hjälp Gud! vad för jämmerlig ting.

## Publicerad i
- Göteborgspsalmboken under rubriken "Om Gudz Ord och Försambling".[1]
- 1695 års psalmbok som nr 24 under rubriken "Konung Davids Psalmer"